# Anicius dolius
Espèce
Anicius dolius est une espèce d'araignées aranéomorphes de la famille des Salticidae.

## Distribution
Cette espèce est endémique du Mexique. Elle se rencontre au Jalisco, au Morelos et au Michoacán.

## Description
Le mâle holotype mesure 4 mm.
Le mâle décrit par Guerrero-Fuentes et Francke en 2019 mesure 3,70 mm et la femelle 4,50 mm.

## Publication originale
- Chamberlin, 1925 : New North American spiders. Proceedings of the California Academy of Sciences, sér. 4, vol. 14, p. 105-142 (texte intégral).